# サーヘール
サーヘール (Sahdheer, ソマリ語: Saaxdheer)はソマリア/ソマリランドのスール地域にある比較的小規模な町。デュルバハンテ氏族の長、ガラド・ジャマ・ガラド・アリが住んでおり、周辺のデュルバハンテ氏族の争いの仲介をしている。スール地域のほとんどはソマリランドの支配下にあるが、ガラド・ジャマ・ガラド・アリはプントランドとソマリランドの和解を望んでおり、また、ソマリランドのソマリアからの独立に反対している。サーヘールも2021年時点ではプントランド、ソマリランドに属せず、中立を保っている。

## 概要
サーヘールはエチオピアとの国境に位置し、ラス・アノドの真南、サハダー渓谷にある。
サーヘールはエチオピアとの国境付近にあり、このすぐ南東のグンブルカ・カガーレでは、20世紀初めにイギリスに反旗を翻したサイイド・ムハンマド派の軍と、イギリス連合軍（南アフリカ人、インド人、ケニア人、ナイル人、中央アフリカ人、ボーア人、シーク人、スーダン人などから成る）との戦闘が行われている。
2014年8月、ソマリランド軍がサーヘールに進軍し、チャツモ国を支援する民兵と少なくとも10名が死亡する戦闘を行った。ソマリランド軍はサーヘールを占拠したと発表したが、チャツモ国政府はこれを否定。ジェームズ・マカナルティ米国特別代表らは共同で、サーヘールへの軍隊の配備に懸念を表明。
2015年6月、チャツモ国大統領のアリ・カリフ・ガライドはブーホードレからサーヘールに住所を移していたが、町の郊外にソマリランド軍が近づき、住民からの反発もあったため、8月には住所をバリカドに移した。
2018年10月、スール州のドゥマイで地元氏族同士の戦闘が発生。ドゥマイの長老達は、ドゥマイのソマリランド軍がサーヘールに移されたために民兵に攻撃の機会を与えたとして、ソマリランド政府を非難した。
2020年8月、トゲーア地域のホルファディでダルバハンテの氏族同士（HagarとHayaag）の戦闘が発生したため、サーヘールで調停会議が開かれた。
2021年5月13日、プントランド保健長官のJaamac Faarax Xasanがサーヘールを視察。氏族の長のガラド・ジャマ・ガラド・アリが歓迎。

## 主な住民
- ガラド・ジャマ・ガラド・アリ（英語版） ダルバハンテの長。